# 12 Ophiuchi
12 Ophiuchi, som är stjärnans Flamsteed-beteckning är en ensam stjärna i den mellersta delen av stjärnbilden Ormbäraren, som också har variabelbeteckningen V2133 Ophiuchi. Den har en  skenbar magnitud på ca 5,77 och är svagt synlig för blotta ögat där ljusföroreningar ej förekommer. Baserat på parallaxmätning inom Hipparcosuppdraget  på ca 102,6 mas, beräknas den befinna sig på ett avstånd på ca 32 ljusår (ca 10 parsek) från solen. Den rör sig närmare solen med en heliocentrisk radialhastighet av ca -13 km/s. Inga följeslagare har hittills (2019) upptäckts i omloppsbana runt stjärnan, och det är fortfarande osäkert om den har en omgivande stoftskiva eller inte.

## Egenskaper
12 Ophiuchi är en orange till gul stjärna i huvudserien av spektralklass K1 V. Den har en massa som är ca 0,9 solmassor, en radie som är ca 0,8 solradier och utsänder något mindre än hälften av energi än solen från dess fotosfär vid en effektiv temperatur på ca 5 300 K. Stjärnans överskott av tunga element tyngre än helium är nästan identiska med solens. Den höga rotationsperioden och den aktiva kromosfären tyder på att den är en relativt ung stjärna. 
12 Ophiuchi, eller V2133 Ophiuchi, är en roterande variabel av BY Dra-typ (BY), som har bolometrisk magnitud +6,57 och varierar i amplitud med 0,04 magnituder utan fastställd periodicitet. Variabiliteten tillskrivs storskalig magnetisk aktivitet inom kromosfären (i form av stjärnfläckar) i kombination med en rotationsperiod som rör de aktiva regionerna in i och ut ur siktlinjen från jorden. Detta resulterar i låg amplitudvariabilitet hos 12 Ophiuchis luminositet. Stjärnan verkar också ha snabb variation i ljusstyrka, möjligen på grund av förändringar hos stjärnfläckarna. Mätningar av den långsiktiga variationen visar två överlappande cykler av stjärnfläcksaktivitet (jämfört med solens enda 11-åriga cykel). Perioderna för dessa två cykler är 4,0 och 17,4 år.